# Rudolf Ramek
Rudolf Ramek (Cieszyn, Silésia Austríaca, 12 de abril de 1881 — Viena, 24 de julho de 1941) foi um jurista e político austríaco. Foi Chanceler da Áustria, de 20 de novembro de 1924 a 20 de outubro de 1926.

## Vida
Ramek nasceu em Teschen, na Silésia austríaca (atual Cieszyn, Polônia). Membro do Partido Social Cristão, foi delegado da Assembleia Constituinte austríaca em 1919 e serviu como Secretário de Estado da Justiça no posto de ministro do gabinete do Chanceler de Estado Karl Renner até 24 de junho de 1920. Membro do Conselho Nacional após a eleição legislativa de 1920, ele sucedeu seu colega de partido Ignaz Seipel como chanceler austríaco em 20 de novembro de 1924.
Sob o governo de Ramek, o xelim se tornou a moeda oficial austríaca em 1925, após um período de hiperinflação da velha coroa austríaca no início dos anos 1920. A supervisão das finanças do país por um comissário da Liga das Nações terminou no ano seguinte, no entanto, a depressão continuou e os números do desemprego estavam aumentando. Ramek finalmente renunciou durante a crise em torno do banco de poupança postal estatal Österreichische Postsparkasse em 20 de outubro de 1926, novamente sucedido por Ignaz Seipel.
Após a eleição legislativa de 1930, Ramek tornou-se vice-presidente do parlamento do Conselho Nacional. Junto com os outros membros da presidência, Karl Renner e Sepp Straffner, ele renunciou em 4 de março de 1933 após uma disputa sobre irregularidades na votação, dando ao chanceler Engelbert Dollfuss a oportunidade de impedir quaisquer novas reuniões da legislatura. Depois que a revolta social-democrata de fevereiro de 1934 foi esmagada, Ramek em 30 de abril reuniu novamente a assembleia, apenas para adotar a Constituição de maio do Estado Federal da Áustria , por meio da qual o Conselho Nacional foi abolido.
Ramek morreu em Viena e foi enterrado no Cemitério Municipal de Salzburgo .